# Dapoli Camp
Dapoli Camp é uma vila no Ratnagiri, no estado indiano de Maharashtra.

## Demografia
Segundo o censo de 2001, Dapoli Camp tinha uma população de 10,412 habitantes. Os indivíduos do sexo masculino constituem 51% da população e os do sexo feminino 49%. Dapoli Camp tem uma taxa de literacia de 82%, superior à média nacional de 59.5%: a literacia no sexo masculino é de 84% e no sexo feminino é de 79%. Em Dapoli Camp, 11% da população está abaixo dos 6 anos de idade.